# Landerneau
Landerneau (Landerne in Breton) là một xã của tỉnh Finistère, thuộc vùng Bretagne, miền tây bắc Pháp.

## Dân số
Người dân ở Landerneau được gọi là Landernéens.